# Palais du Banco di Santo Spirito
Le Palais del Banco di Santo Spirito, anciennement Palazzo della Zecca Vecchia, est un bâtiment situé Via del Banco di Santo Spirito, dans le Rione Ponte de Rome.

## Histoire
En 1504, le pape Jules II approuva une réforme monétaire et chargea Bramante de modifier un bâtiment existant de manière qu'il puisse être utilisé comme institution monétaire papale. On y frappa des pièces d'argent dites " Julius " représentant un dixième d'un ducat d'or, ainsi que d'autres pièces et médailles, dont certaines sont l'oeuvre de Benvenuto Cellini.
Quelques années plus tard, le pape Léon X chargea Antonio da Sangallo le Jeune de construire une façade pour le bâtiment, achevée en 1524, qui suscita une vive émotion en raison de la nouveauté de son apparence légèrement concave, qui anticipait une solution qui devint plus tard caractéristique du style baroque .
En 1541, la Monnaie fut transférée dans un autre lieu et le bâtiment resta inutilisé mais conserva le nom de Zecca vecchia (ancienne Monnaie).
En 1605, un grand tumulte économique s'abattit sur Rome avec la faillite de certains banquiers et le pape Paul V fonda la Banco di Santo Spirito, dont le capital était garanti par la propriété de l'Ospedale di Santo Spirito de Sassia. En 1666, l'hôpital, sur ordre du pape Clément IX, acquit le Palazzo della Zecca vecchia pour l'utiliser comme siège de la banque après une rénovation de l'intérieur confiée à l'architecte Giovanni Tommaso Ripoli .

## Description
La façade du bâtiment est légèrement concave par rapport aux deux côtés du bâtiment; le rez-de-chaussée est en style rustique et se termine par une bande décorée de méandres. Le portail, rectangulaire et flanqué de deux fenêtres, est surmonté des armoiries du pape Clément IX.
Au-dessus de la bande qui sépare le rez-de-chaussée, se trouvent quatre pilastres, dont deux encadrant un grand arc avec des inscriptions, les armoiries de l'hôpital et en haut une tête de lion. Sur les côtés, entre les pilastres, deux fenêtres, deux oculus et deux autres fenêtres à balcons. La façade se termine par un imposant avant-toit sur lequel, aux angles, se trouvent deux statues: la Charité et l'Abondance. Au centre, le blason sculpté du pape Paul V, fondateur de la banque.
Actuellement, le palais est encore utilisé pour des activités bancaires, hébergeant au rez-de-chaussée une agence de la banque UniCredit .

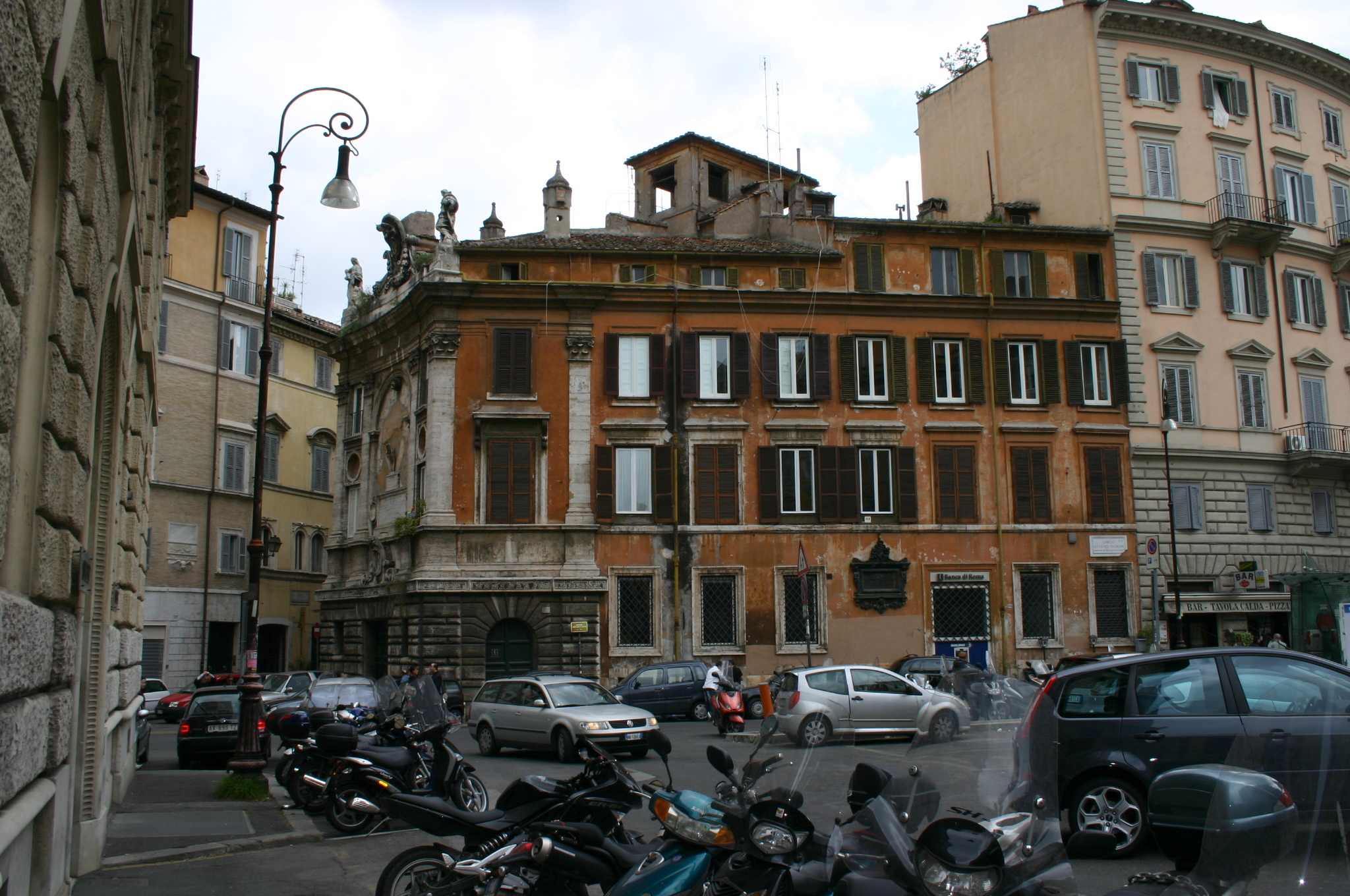
Vue latérale, avant restauration
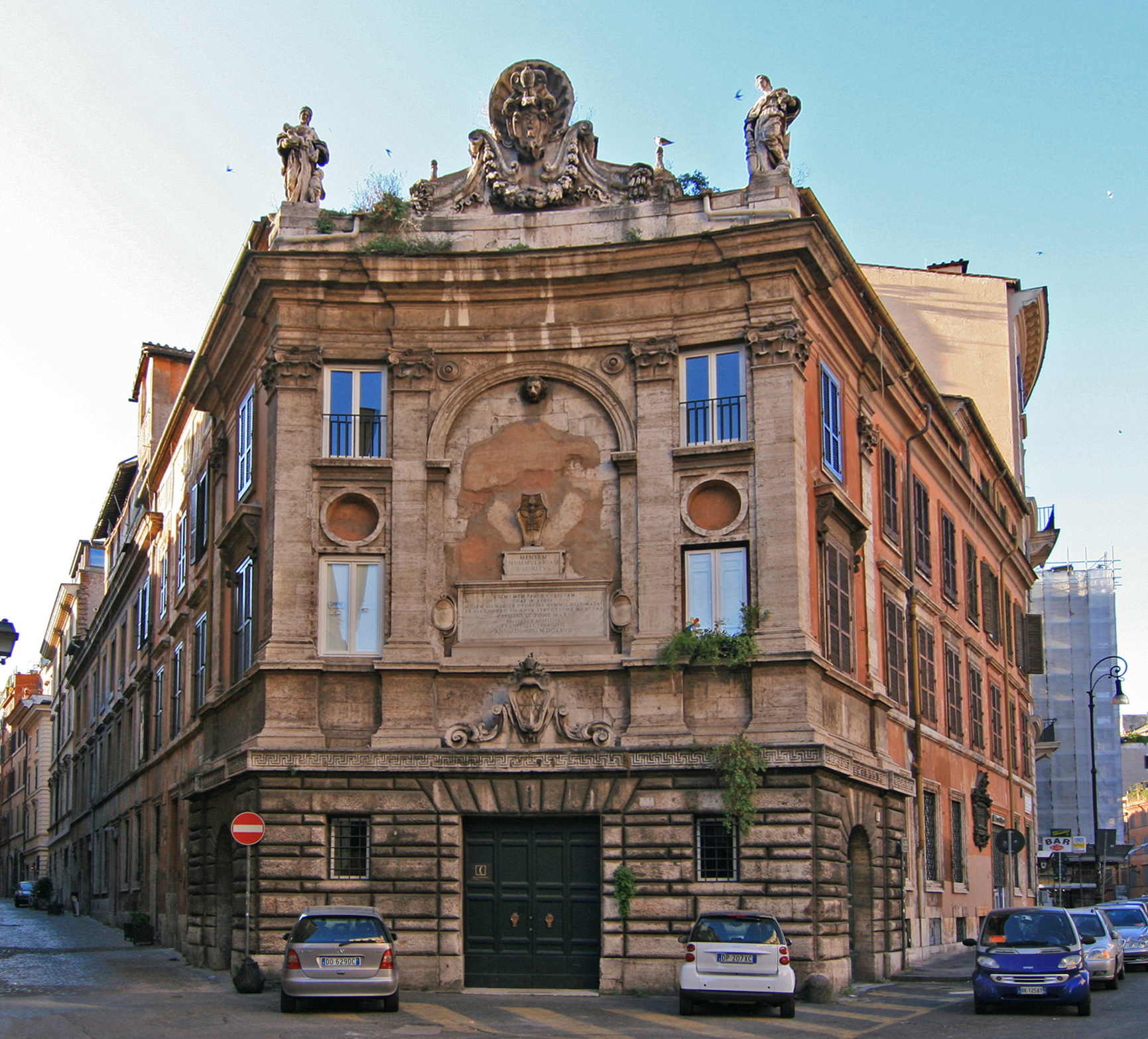
Façade, avant restauration
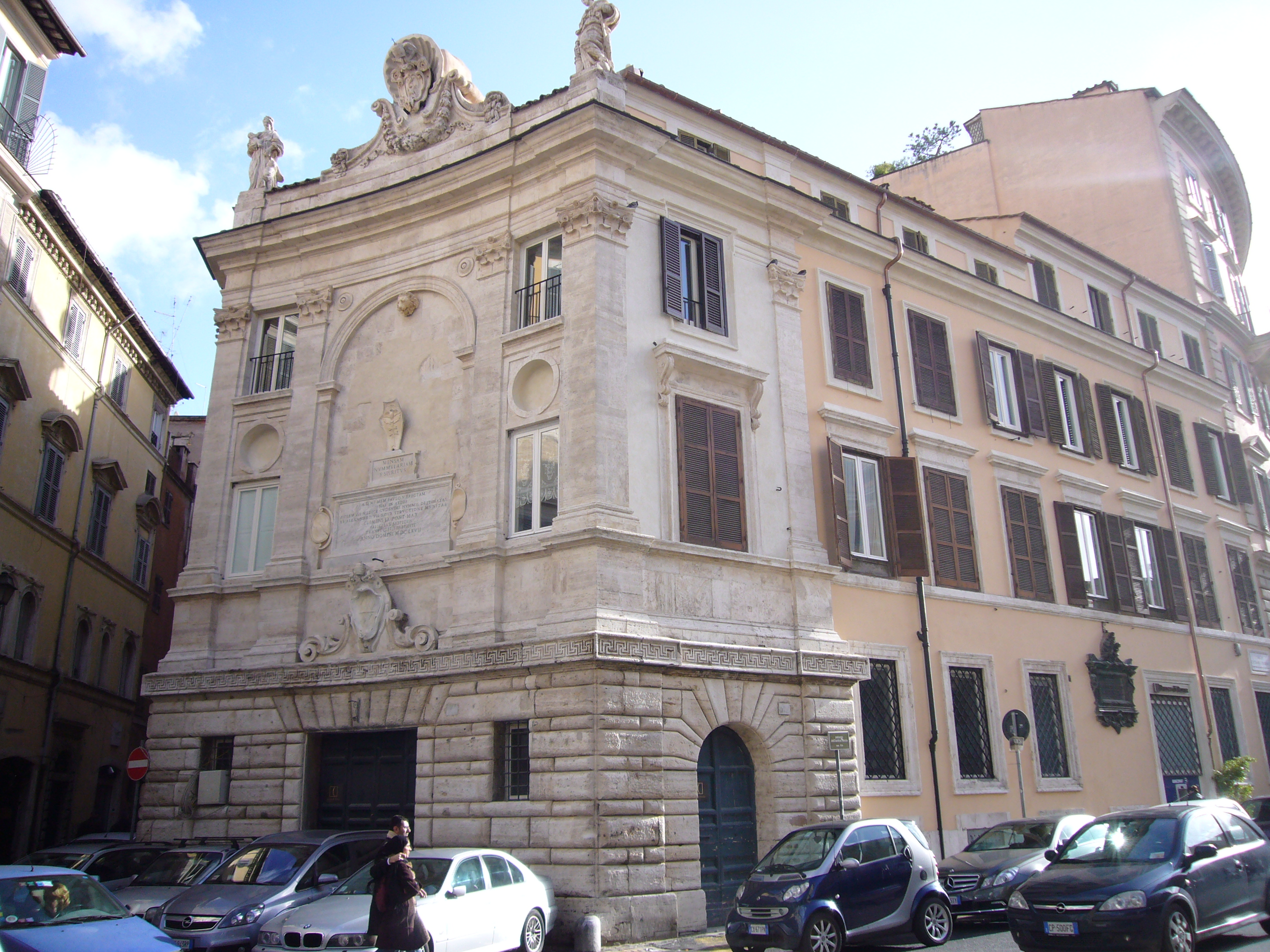
Façade restaurée